# Scar Island
Scar Island är en obebodd ö i Mochrum Loch i Dumfries and Galloway, Skottland. Ön är belägen 0,8 km från Old Place of Mochrum.